# 君嶋さやか
君嶋 さやか（きみじま さやか、1987年12月11日 - ）は、日本のAV女優。

## プロフィール
- 出身地：神奈川県。
- 身長：156cm 。
- スリーサイズ：B88（Fカップ）・W58・H86。
- 血液型：B型。
- 星座：射手座。
- 趣味、特技:お菓子作り、フラワーアレンジメント。
- 好きな食べ物：オムライス。
- 嫌いな食べ物：ナス。

## 略歴
2008年9月に『初少女 君嶋さやか』でAVデビュー。

## 作品

### イメージビデオ
2008年
- 激ヤバ放課後 限界Tバック vol.6 萌え萌え学園（2008年7月25日、アストロシステムジャパン）…共演:長瀬ゆきの、小石川みき
- 完T Ｗプレイ宣言 2（2008年6月25日、BOOT-FILM）…共演:長瀬ゆきの
- マシュマロ 君嶋さやか（2008年8月20日、BOOT-FILM）
- 感じて許して 君嶋さやか（2008年9月29日、オルスタックピクチャーズ）

### アダルトビデオ
2008年
- 初少女 君嶋さやか（2008年9月26日［セル］/2008年9月27日［レンタル］、クリスタル映像）
- ぷるるんウェイトレス 君嶋さやか（2008年10月24日［セル］/2008年10月18日［レンタル］、クリスタル映像）
- 強制わいせつ 君嶋さやか（2008年11月21日［セル］/2008年11月22日［レンタル］、クリスタル映像）
- 桃尻ソープへようこそ♥ 君嶋さやか（2008年12月5日［セル］/2008年12月13日［レンタル］、クリスタル映像）

2009年
- 激責め潮吹きイキまくり電マFUCK 君嶋さやか（2009年1月16日［セル］/2009年1月17日［レンタル］、クリスタル映像）
- HANABI 16（2009年2月3日、プレステージ）
- アメスク 19（2009年2月20日、プレステージ）
- タランチュラ 08（2009年2月20日、プレステージ）
- 中出し了解 30（2009年3月24日、プレステージ）